# Sława
Sława, tyska: Schlawa, 1937–1945 även känd som Schlesiersee, är en stad i västra Polen, tillhörande distriktet Powiat wschowski i Lubusz vojvodskap. Tätorten hade 4 318 invånare år 2014 och är centralort i en stads- och landskommun med sammanlagt 12 612 invånare.

## Geografi
Staden ligger 24 km norr om Głogów vid floden Czernicas mynning i Sławasjön, Jezioro Sławskie.

## Historia
Staden ligger i det historiska landskapet Nedre Schlesien. Orten grundades på 1200-talet och omnmämns första gången som stad år 1312.
Staden tillhörde under sin tidiga historia hertigdömet Glogau och blev sedermera säte för lokala länsherrar. År 1468 köptes staden av familjen von Rechenberg. 1506 blev staden del av kungariket Böhmen. Efter slaget vid Vita berget konfiskerades släkten Rechenbergs ägor och tillföll familjen von Barwitz, Friherrar av Fernelmont, vars linje dog ut 1884. Från 1886 till 1945 ägde släkten från Mähren stadens gods.
Staden låg endast fyra kilometer från gränsen mellan Schlesien och Storpolen. De viktigaste näringarna var jordbruk och gränshandel med Polen. Schlawa härjades av två stadsbränder 1721 och 1765. Fram till trettioåriga kriget var även väverier en viktig näring, men dessa förlorade i betydelse under 1600-talet och 1700-talet. Omkring 1830 utvandrade många invånare till Łódź.
Ett nytt slott uppfördes 1735. Efter österrikiska tronföljdskriget blev staden preussisk 1742. Den protestantiska kyrkan grundades 1834, medan Michaeliskyrkan sedan motreformationens dagar varit katolsk.
Från 1820 var Schlawa del av Landkreis Freystadt i provinsen Schlesien, från 1871 därmed även en del av tyska kejsardömet, efter 1932 i Landkreis Glogau då Landkreis Freystadt upplöstes.
Staden anslöts till järnvägsnätet 1913. Den blev åter gränsstad efter Versaillesfreden, vilket ledde till ekonomisk tillbakagång under mellankrigstiden på grund av minskad efterfrågan.
Under Nazityskland döptes orten och den närbelägna sjön officiellt om till det mer tyskklingande Schlesiersee. Under andra världskriget fanns i Bänisch Vorwerk och Neu Vorwerk ett satellitläger till koncentrationslägret Gross-Rosen. Under månaderna före krigsslutet kom Reichssicherheitshauptamt att förlägga en del av sitt arkiv och bibliotek till Sławas slott. Samlingarna spreds över Europa efter krigsslutet.
Staden blev polsk efter krigsslutet 1945, under det polska namnet Sława. På grund av den omfattande förstörelsen och bristen på lokaler i Głogów kom Sława att under de första åren efter kriget att fungera som administrativt säte för distriktet Powiat głogowski och skolor och myndigheter utlokaliserades tillfälligt till staden. I modern tid har rekreation och turism fått ökad betydelse för ortens näringsliv.